# Junior Grand Prix w łyżwiarstwie figurowym
Junior Grand Prix w łyżwiarstwie figurowym (ang. ISU Junior Grand Prix of Figure Skating) – to cykl zawodów w łyżwiarstwie figurowym juniorów, organizowany przez Międzynarodową Unię Łyżwiarską (ang. ISU) od sezonu 1997/98.
Zobacz też: Polacy na zawodach Junior Grand Prix

## Zasady cyklu Junior Grand Prix
Zawodnicy mogą startować w maksymalnie trzech wybranych zawodach z cyklu Grand Prix, z których w dwóch (wcześniej wyznaczonych) walczą o punkty. Najlepsza szóstka w każdej z kategorii, która zdobędzie najwięcej punktów bierze udział w Finale Junior Grand Prix, często przy okazji finału seniorskiego.
Nie ma stałej listy państw organizujących zawody JGP. Dotychczas (stan na 2018 r.) zawody były rozgrywane w następujących państwach: Andora, Armenia, Australia, Austria, Białoruś, Bułgaria, Chiny, Chińskie Tajpej, Chorwacja, Czechy, Estonia, Francja, Hiszpania, Holandia, Japonia, Kanada, Litwa, Łotwa, Meksyk, Niemcy, Norwegia, Polska, Republika Południowej Afryki, Rosja, Serbia, Słowacja, Słowenia, Stany Zjednoczone, Szwecja, Turcja, Ukraina, Węgry, Wielka Brytania, Włochy.

## Zwycięzcy Junior Grand Prix

### Sezon 1997/98
| Zawody    | Soliści             | Solistki            | Pary sportowe                            | Pary taneczne                       | Źr. |
| --------- | ------------------- | ------------------- | ---------------------------------------- | ----------------------------------- | --- |
| Francja   | Timothy Goebel      | Jelena Pingaczewa   | Swietłana Nikołajewa / Aleksiej Sokołow  | Flavia Ottaviani / Massimo Scali    |     |
| Bułgaria  | Iwan Dinew          | Morgan Rowe         | Alona Malcewa / Oleg Popow               | Federica Faiella / Luciano Milo     |     |
| Ukraina   | Timothy Goebel      | Wiktorija Wołczkowa | Julija Obertas / Dmytro Pałamarczuk      | Jessica Joseph / Charles Butler     |     |
| Niemcy    | Matthew Savoie      | Amber Corwin        | Natalie Vlandis / Jered Guzman           | Oksana Potdykowa / Dienis Pietuchow |     |
| Węgry     | Witalij Danylczenko | Julija Sołdatowa    | Alona Malcewa / Oleg Popow               | Jessica Joseph / Charles Butler     |     |
| Słowacja  | Iwan Dinew          | Wiktorija Wołczkowa | Wiktorija Maksiuta / Władisław Żownirski | Flavia Ottaviani / Massimo Scali    |     |
| Finał JGP | Timothy Goebel      | Julija Sołdatowa    | Julija Obertas / Dmytro Pałamarczuk      | Federica Faiella / Luciano Milo     |     |

### Sezon 1998/99
| Zawody    | Soliści             | Solistki            | Pary sportowe                            | Pary taneczne                        | Źr. |
| --------- | ------------------- | ------------------- | ---------------------------------------- | ------------------------------------ | --- |
| Francja   | Vincent Restencourt | Irina Nikołajewa    | Julija Obertas / Dmytro Pałamarczuk      | Tetiana Kurkudym / Jurij Koczerženko |     |
| Meksyk    | Yosuke Takeuchi     | Yūko Kawaguchi      | Meliza Brozovich / Anton Nimienko        | Federica Faiella / Luciano Milo      |     |
| Bułgaria  | Ilja Klimkin        | Tamara Dorofejev    | Wiktorija Maksiuta / Władisław Żownirski | Flavia Ottaviani / Massimo Scali     |     |
| Ukraina   | Andrij Kyforenko    | Wiktorija Wołczkowa | Julija Obertas / Dmytro Pałamarczuk      | Krystyna Kobaładze / Ołeh Wojko      |     |
| Niemcy    | Vincent Restencourt | Irina Nikołajewa    | Wiktorija Maksiuta / Władisław Żownirski | Jamie Silverstein / Justin Pekarek   |     |
| Węgry     | Ilja Klimkin        | Júlia Sebestyén     | Jelena Bogospasajewa / Oleg Ponomarienko | Julija Gołowina / Dienis Jegorow     |     |
|           | Guo Zhengxin        | Yoshie Onda         | Zhang Dan / Zhang Hao                    | Flavia Ottaviani / Massimo Scali     |     |
| Słowacja  | Johnny Weir         | Wiktorija Wołczkowa | Laura Handy / Paul Binnebose             | Natalja Romaniuta / Daniił Barancew  |     |
| Finał JGP | Vincent Restencourt | Wiktorija Wołczkowa | Julija Obertas / Dmytro Pałamarczuk      | Jamie Silverstein / Justin Pekarek   |     |

### Sezon 1999/00
| Zawody    | Soliści          | Solistki          | Pary sportowe                             | Pary taneczne                       | Źr. |
| --------- | ---------------- | ----------------- | ----------------------------------------- | ----------------------------------- | --- |
| Chorwacja | Florian Just     | Olga Stiepanowa   | Alona Sawczenko / Stanisław Morozow       | Swietłana Kulikowa / Arseni Markov  |     |
| Kanada    | Soshi Tananka    | Irina Nikołajewa  | Chantel Poirier / Craig Buntin            | Tanith Belbin / Benjamin Agosto     |     |
| Czechy    | Fedor Andreev    | Marianne Dubuc    | Julija Szapiro / Aleksiej Sokołow         | Krystyna Kobaładze / Ołeh Wojko     |     |
| Holandia  | Fedor Andreev    | Kristina Obłasowa | Amanda Magarian / Jered Guzman            | Natalja Romaniuta / Daniił Barancew |     |
| Słowenia  | Stefan Lindemann | Irina Tkaczuk     | Julija Szapiro / Aleksiej Sokołow         | Jelena Chalawina / Maksim Szabalin  |     |
| Szwecja   | Evan Lysacek     | Sasha Cohen       | Viktoria Shklover / Valdis Mintals        | Natalja Romaniuta / Daniił Barancew |     |
| Norwegia  | Gao Song         | Deanna Stellato   | Wiktorija Szlachowa / Grigorij Pietrowski | Emilie Nussear / Brandon Forsyth    |     |
| Japonia   | Soshi Tananka    | Jennifer Kirk     | Zhang Dan / Zhang Hao                     | Flavia Ottaviani / Massimo Scali    |     |
| Finał JGP | Gao Song         | Deanna Stellato   | Alona Sawczenko / Stanisław Morozow       | Natalja Romaniuta / Daniił Barancew |     |

### Sezon 2000/01
| Zawody    | Soliści             | Solistki              | Pary sportowe                        | Pary taneczne                         | Źr. |
| --------- | ------------------- | --------------------- | ------------------------------------ | ------------------------------------- | --- |
| Francja   | Anton Smirnow       | Kristina Obłasowa     | Kristen Roth / Michael McPherson     | Ałła Beknazarowa / Jurij Koczerženko  |     |
| Meksyk    | Ryan Bradley        | Yukari Nakano         | Yūko Kawaguchi / Aleksandr Markuncow | Tanith Belbin / Benjamin Agosto       |     |
| Ukraina   | Parker Pennington   | Swietłana Czernyszewa | Christen Dean / Joshua Murphy        | Ałła Beknazarowa / Jurij Koczerženko  |     |
| Niemcy    | Stanisław Timczenko | Kristina Obłasowa     | Amanda Magarian / Jered Guzman       | Tanith Belbin / Benjamin Agosto       |     |
|           | Ma Xiaodong         | Yukari Nakano         | Zhang Dan / Zhang Hao                | Kendra Goodwin / Chris Obzansky       |     |
| Czechy    | Parker Pennington   | Sarah Meier           | Sima Ganaba / Amir Ganaba            | Jelena Chalawina / Maksim Szabalin    |     |
| Polska    | Ryan Bradley        | Anna Jurkiewicz       | Julija Karbowska / Siergiej Sławnow  | Jelena Romanowska / Aleksandr Graczew |     |
| Norwegia  | Ma Xiaodong         | Susanna Pöykiö        | Zhang Dan / Zhang Hao                | Jelena Chalawina / Maksim Szabalin    |     |
| Finał JGP | Ma Xiaodong         | Ann Patrice McDonough | Zhang Dan / Zhang Hao                | Tanith Belbin / Benjamin Agosto       |     |

### Sezon 2001/02
| Zawody    | Soliści              | Solistki          | Pary sportowe                        | Pary taneczne                         | Źr. |
| --------- | -------------------- | ----------------- | ------------------------------------ | ------------------------------------- | --- |
| Bułgaria  | Shawn Sawyer         | Yukina Ota        | Julija Szapiro / Dmitrij Chromin     | Oksana Domnina / Maksim Bołotin       |     |
| Czechy    | Andriej Griaziew     | Miki Andō         | Marija Muchortowa / Pawieł Lebiediew | Julija Gołowina / Ołeh Wojko          |     |
| Polska    | Stanisław Timczenko  | Irina Tkaczuk     | Julija Karbowska / Siergiej Sławnow  | Jelena Chalawina / Maksim Szabalin    |     |
| Holandia  | Kevin Van Der Perren | Cynthia Phaneuf   | Carla Montgomery / Ryan Arnold       | Jelena Romanowska / Aleksandr Graczew |     |
| Szwecja   | Andriej Griaziew     | Miki Andō         | Zhang Dan / Zhang Hao                | Jelena Romanowska / Aleksandr Graczew |     |
| Włochy    | Stanisław Timczenko  | Ludmiła Nielidina | Zhang Dan / Zhang Hao                | Jelena Chalawina / Maksim Szabalin    |     |
| Japonia   | Daisuke Takahashi    | Akiko Suzuki      | Carla Montgomery / Ryan Arnold       | Miriam Steinel / Vladimir Tsvetkov    |     |
| Finał JGP | Stanisław Timczenko  | Miki Andō         | Zhang Dan / Zhang Hao                | Jelena Chalawina / Maksim Szabalin    |     |

### Sezon 2002/03
| Zawody            | Soliści             | Solistki         | Pary sportowe                        | Pary taneczne                         | Źr. |
| ----------------- | ------------------- | ---------------- | ------------------------------------ | ------------------------------------- | --- |
| Francja           | Aleksandr Szubin    | Carolina Kostner | Carla Montgomery / Ryan Arnold       | Oksana Domnina / Maksim Szabalin      |     |
|                   | Shawn Sawyer        | Yukina Ota       | Marija Muchortowa / Pawieł Lebiediew | Oksana Domnina / Maksim Szabalin      |     |
| Stany Zjednoczone | Andriej Griaziew    | Akiko Suzuki     | Ding Yang / Ren Zhongfei             | Nóra Hoffmann / Attila Elek           |     |
| Kanada            | Andriej Griaziew    | Miki Andō        | Ding Yang / Ren Zhongfei             | Natalja Michajłowa / Arkady Siegujew  |     |
| Słowacja          | Aleksandr Szubin    | Lina Johansson   | Julija Karbowska / Siergiej Sławnow  | Jelena Romanowska / Aleksandr Graczew |     |
| Niemcy            | Siergiej Dobrin     | Olga Najdionowa  | Jessica Dubé / Samuel Tetrault       | Nóra Hoffmann / Attila Elek           |     |
|                   | Michaił Magierowski | Miki Andō        | Zhang Dan / Zhang Hao                | Christina Beier / William Beier       |     |
| Włochy            | Siergiej Dobrin     | Yukina Ota       | Julija Karbowska / Siergiej Sławnow  | Alessia Aureli / Andrea Vaturi        |     |
| Finał JGP         | Aleksandr Szubin    | Yukina Ota       | Ding Yang / Ren Zongfei              | Oksana Domnina / Maksim Szabalin      |     |

### Sezon 2003/04
| Zawody    | Soliści           | Solistki       | Pary sportowe                        | Pary taneczne                         | Źr.   |
| --------- | ----------------- | -------------- | ------------------------------------ | ------------------------------------- | ----- |
| Bułgaria  | Andriej Griaziew  | Lina Johansson | Natalja Szestakowa / Pawieł Lebiedew | Nóra Hoffmann / Attila Elek           | [ 1 ] |
| Słowacja  | Andriej Griaziew  | Mai Asada      | Tatjana Kokariewa / Jegor Kolokwin   | Jelena Romanowska / Aleksandr Graczew | [ 2 ] |
| Meksyk    | Jordan Brauninger | Miki Andō      | Jessica Dubé / Brian Davison         | Natalja Michajłowa / Arkady Siegujew  | [ 3 ] |
| Czechy    | Tomáš Verner      | Lucie Krausova | Marija Muchortowa / Maksim Trańkow   | Hanna Zadorożniuk / Serhij Werbyłło   | [ 4 ] |
| Słowenia  | Christopher Mabee | Kimmy Meissner | Tatjana Kokariewa / Jegor Kolokwin   | Nóra Hoffmann / Attila Elek           | [ 5 ] |
| Japonia   | Evan Lysacek      | Miki Andō      | Jessica Dubé / Brian Davison         | Natalja Michajłowa / Arkady Siegujew  |       |
| Chorwacja | Evan Lysacek      | Danielle Kahle | Andrea Varraux / David Pelletier     | Morgan Matthews / Maxim Zavozin       | [ 6 ] |
| Polska    | Parker Pennington | Viktória Pavuk | Marija Muchortowa / Maksim Trańkow   | Alaksandra Zarecka / Raman Zarecki    | [ 7 ] |
| Finał JGP | Evan Lysacek      | Miki Andō      | Jessica Dubé / Bryce Davison         | Nóra Hoffmann / Attila Elek           | [ 8 ] |

### Sezon 2004/05
| Zawody            | Soliści             | Solistki       | Pary sportowe                          | Pary taneczne                              | Źr.    |
| ----------------- | ------------------- | -------------- | -------------------------------------- | ------------------------------------------ | ------ |
| Francja           | Yannick Ponsero     | Meagan Duhamel | Mariel Miller / Rockne Brubaker        | Morgan Matthews / Maxim Zavozin            | [ 9 ]  |
| Węgry             | Aleksandr Uspieński | Kim Yu-na      | Sydney Schmidt / Christopher Pottenger | Anna Cappellini / Matteo Zanni             | [ 10 ] |
| Stany Zjednoczone | Dennis Phan         | Mao Asada      | Jessica Dubé / Bryce Davison           | Morgan Matthews / Maxim Zavozin            | [ 11 ] |
|                   | Michaił Magerowski  | Nana Takeda    | Marija Muchortowa / Maksim Trańkow     | Tessa Virtue / Scott Moir                  | [ 12 ] |
| Serbia            | Christopher Mabee   | Laura Lepistö  | Julia Vlassov / Drew Meekins           | Anna Cappellini / Matteo Zanni             | [ 13 ] |
| Ukraina           | Yasuharu Nanri      | Mao Asada      | Arina Uszakowa / Aleksandr Popow       | Anastasija Płatanowa / Andriej Maksimiszin | [ 14 ] |
| Niemcy            | Jamal Othman        | Kiira Korpi    | Marija Muchortowa / Maksim Trańkow     | Natalja Michajłowa / Arkady Siergiejew     | [ 15 ] |
| Rumunia           | Ryo Shibata         | Akiko Kitamura | Tatjana Kokarjewa / Jegor Gołowkin     | Anastasija Płatanowa / Andriej Maksimiszin | [ 16 ] |
| Finał JGP         | Dennis Phan         | Miki Andō      | Marija Muchortowa / Maksim Trańkow     | Morgan Matthews / Maxim Zavozin            | [ 17 ] |

### Sezon 2005/06
| Zawody    | Soliści             | Solistki             | Pary sportowe                     | Pary taneczne                              | Źr.    |
| --------- | ------------------- | -------------------- | --------------------------------- | ------------------------------------------ | ------ |
| Słowacja  | Aleksandr Uspieński | Kim Yu-na            | Mariel Miller / Rockne Brubaker   | Natalja Michajłowa / Arkady Siergiejew     | [ 18 ] |
| Andora    | Ryo Shibata         | Mai Asada            | Bianca Butler / Joseph Jacobsen   | Tessa Virtue / Scott Moir                  | [ 19 ] |
| Estonia   | Tommy Steenberg     | Elene Gedewaniszwili | Aaryn Smith / Will Chitwood       | Anastasija Gorszkowa / Ilja Tkaczenko      | [ 20 ] |
| Kanada    | Patrick Chan        | Akiko Kitamura       | Walerija Simakowa / Anton Tokarew | Tessa Virtue / Scott Moir                  | [ 21 ] |
| Bułgaria  | Stephen Carriere    | Kim Yu-na            | Mariel Miller / Rockne Brubaker   | Meryl Davis / Charlie White                | [ 22 ] |
| Chorwacja | Adrian Schultheiss  | Weronika Kropotina   | Bridget Namiotka / John Coughlin  | Natalja Michajłowa / Arkady Siergiejew     | [ 23 ] |
| Polska    | Aleksandr Uspieński | Haruka Inoue         | Aaryn Smith / Will Chitwood       | Anastasija Gorszkowa / Ilja Tkaczenko      | [ 24 ] |
| Japonia   | Takahiko Kozuka     | Aki Sawada           | Kendra Moyle / Andy Seitz         | Anastasija Płatanowa / Andriej Maksimiszin | [ 25 ] |
| Finał JGP | Takahiko Kozuka     | Kim Yu-na            | Walerija Simakowa / Anton Tokarew | Tessa Virtue / Scott Moir                  | [ 26 ] |

### Sezon 2006/07
| Zawody    | Soliści           | Solistki           | Pary sportowe                                   | Pary taneczne                          | Źr.    |
| --------- | ----------------- | ------------------ | ----------------------------------------------- | -------------------------------------- | ------ |
| Francja   | Austin Kanallakan | Ashley Wagner      | —                                               | Jekatierina Bobrowa / Dmitrij Sołowjow | [ 27 ] |
| Węgry     | Stephen Carriere  | Juliana Cannarozzo | Keauna McLaughlin / Rockne Brubaker             | Jekatierina Bobrowa / Dmitrij Sołowjow | [ 28 ] |
| Meksyk    | Kevin Reynolds    | Caroline Zhang     | —                                               | Emily Samuelson / Evan Bates           | [ 29 ] |
| Rumunia   | Tommy Steenberg   | Nana Takeda        | —                                               | Kristina Gorszkowa / Witalij Butikow   | [ 30 ] |
| Norwegia  | Austin Kanallakan | Juliana Cannarozzo | Kendra Moyle / Andy Seitz                       | Grethe Gruenberg / Kristian Rand       | [ 31 ] |
| Holandia  | Stephen Carriere  | Ashley Wagner      | —                                               | Madison Hubbell / Keiffer Hubbell      | [ 32 ] |
|           | Brandon Mroz      | Caroline Zhang     | Keauna McLaughlin / Rockne Brubaker             | Emily Samuelson / Evan Bates           | [ 33 ] |
| Czechy    | Tommy Steenberg   | Megan Oster        | Ksienija Krasilnikowa / Konstantin Biezmaterkin | Julija Żłobina / Aleksiej Sitnikow     | [ 34 ] |
| Finał JGP | Stephen Carriere  | Caroline Zhang     | Keauna McLaughlin / Rockne Brubaker             | Madison Hubbell / Keiffer Hubbell      | [ 35 ] |

### Sezon 2007/08
| Zawody            | Soliści             | Solistki       | Pary sportowe                                   | Pary taneczne                        | Źr.    |
| ----------------- | ------------------- | -------------- | ----------------------------------------------- | ------------------------------------ | ------ |
| Stany Zjednoczone | Armin Mahbanoozadeh | Mirai Nagasu   | Olivia Jones / Donald Jackson                   | Emily Samuelson / Evan Bates         | [ 36 ] |
| Rumunia           | Adam Rippon         | Chrissy Hughes | —                                               | Vanessa Crone / Paul Poirier         | [ 37 ] |
| Austria           | Brandon Mroz        | Rachael Flatt  | —                                               | Emily Samuelson / Evan Bates         | [ 38 ] |
| Estonia           | Guan Jinlin         | Yuki Nishino   | Jekaterina Czermitjewa / Michaił Kuzniecow      | Madison Chock / Greg Zuerlein        | [ 39 ] |
| Chorwacja         | Austin Kanallakan   | Mirai Nagasu   | —                                               | Vanessa Crone / Paul Poirier         | [ 40 ] |
| Bułgaria          | Artiom Borodulin    | Chrissy Hughes | —                                               | Isabella Pajardi / Stefano Caruso    | [ 41 ] |
| Niemcy            | Brandon Mroz        | Sarah Hecken   | Jessica Rose Paetsch / Jon Nuss                 | Kristina Gorszkowa / Witalij Butikow | [ 42 ] |
| Wielka Brytania   | Tatsuki Machida     | Yuki Nishino   | Wiera Bazarowa / Jurij Łarionow                 | Marija Mońko / Ilja Tkaczenko        | [ 43 ] |
| Finał JGP         | Adam Rippon         | Mirai Nagasu   | Ksienija Krasilnikowa / Konstantin Biezmaterkin | Marija Mońko / Ilja Tkaczenko        | [ 44 ] |

### Sezon 2008/09
| Zawody            | Soliści             | Solistki           | Pary sportowe                                   | Pary taneczne                              | Źr.    |
| ----------------- | ------------------- | ------------------ | ----------------------------------------------- | ------------------------------------------ | ------ |
| Francja           | Michal Březina      | Kristine Musademba | —                                               | Maia Shibutani / Alex Shibutani            | [ 45 ] |
| Włochy            | Michal Březina      | Melissa Bulanhagui | —                                               | Madison Chock / Greg Zuerlein              | [ 46 ] |
| Meksyk            | Richard Dornbush    | Amanda Dobbs       | Ksienija Krasilnikowa / Konstantin Biezmaterkin | Madison Hubbell / Keiffer Hubbell          | [ 47 ] |
| Czechy            | Alexander Johnson   | Yukiko Fujisawa    | Lubow Iluszeczkina / Nodari Maisuradzie         | Piper Gilles / Zachary Donohue             | [ 48 ] |
| Hiszpania         | Armin Mahbanoozadeh | Kristine Musademba | —                                               | Jekatierina Riazanowa / Jonathan Guerreiro | [ 49 ] |
| Białoruś          | Dienis Ten          | Haruka Imai        | Lubow Iluszeczkina / Nodari Maisuradzie         | Alisa Agafonova / Dmytro Duń               | [ 50 ] |
| Południowa Afryka | Richard Dornbush    | Alexe Gilles       | —                                               | Madison Hubbell / Keiffer Hubbell          | [ 51 ] |
| Wielka Brytania   | Florent Amodio      | Kanako Murakami    | Anastasija Martiuszewa / Aleksiej Rogonow       | Madison Chock / Greg Zuerlein              | [ 52 ] |
| Finał JGP         | Florent Amodio      | Becky Bereswill    | Lubow Iluszeczkina / Nodari Maisuradzie         | Madison Chock / Greg Zuerlein              | [ 53 ] |

### Sezon 2009/10
| Zawody            | Soliści          | Solistki           | Pary sportowe                  | Pary taneczne                             | Źr.    |
| ----------------- | ---------------- | ------------------ | ------------------------------ | ----------------------------------------- | ------ |
| Węgry             | Richard Dornbush | Polina Szelepień   | —                              | Jelena Iljinych / Nikita Kacałapow        | [ 54 ] |
| Stany Zjednoczone | Ross Miner       | Kristine Musademba | Kaleigh Hole / Adam Johnson    | Maia Shibutani / Alex Shibutani           | [ 55 ] |
| Polska            | Yuzuru Hanyū     | Kanako Murakami    | Narumi Takahashi / Mervin Tran | Jelena Iljinych / Nikita Kacałapow        | [ 56 ] |
| Białoruś          | Artur Gaczinski  | Polina Szelepień   | Sui Wenjing / Han Cong         | Ksienija Mońko / Kiriłł Chalawin          | [ 57 ] |
| Niemcy            | Song Nan         | Kiri Baga          | Sui Wenjing / Han Cong         | Jekatierina Puszkasz / Jonathan Guerreiro | [ 58 ] |
| Chorwacja         | Yuzuru Hanyū     | Kanako Murakami    | —                              | Maia Shibutani / Alex Shibutani           | [ 59 ] |
| Turcja            | Yan Han          | Kiri Baga          | —                              | Ksienija Mońko / Kiriłł Chalawin          | [ 60 ] |
| Finał JGP         | Yuzuru Hanyū     | Kanako Murakami    | Sui Wenjing / Han Cong         | Ksienija Mońko / Kiriłł Chalawin          | [ 61 ] |

### Sezon 2010/11
| Zawody          | Soliści          | Solistki                 | Pary sportowe                     | Pary taneczne                             | Źr.    |
| --------------- | ---------------- | ------------------------ | --------------------------------- | ----------------------------------------- | ------ |
| Francja         | Andrei Rogozine  | Polina Szelepień         | —                                 | Aleksandra Stiepanowa / Iwan Bukin        | [ 62 ] |
| Rumunia         | Keegan Messing   | Jelizawieta Tuktamyszewa | —                                 | Ksienija Mońko / Kiriłł Chalawin          | [ 63 ] |
| Austria         | Han Yan          | Adelina Sotnikowa        | Ksienija Stołbowa / Fiodor Klimow | Charlotte Lichtman / Dean Copely          | [ 64 ] |
| Japonia         | Andrei Rogozine  | Risa Shoji               | —                                 | Aleksandra Stiepanowa / Iwan Bukin        | [ 65 ] |
| Wielka Brytania | Joshua Farris    | Adelina Sotnikowa        | Ksienija Stołbowa / Fiodor Klimow | Ksienija Mońko / Kiriłł Chalawin          | [ 66 ] |
| Niemcy          | Richard Dornbush | Jelizawieta Tuktamyszewa | Sui Wenjing / Han Cong            | Jewgienija Kosygina / Nikołaj Moroszkin   | [ 67 ] |
| Czechy          | Han Yan          | Vanessa Lam              | Yu Xiaoyu / Jin Yang              | Jekatierina Puszkasz / Jonathan Guerreiro | [ 68 ] |
| Finał JGP       | Richard Dornbush | Adelina Sotnikowa        | Narumi Takahashi / Mervin Tran    | Ksienija Mońko / Kiriłł Chalawin          |        |

### Sezon 2011/12
| Zawody    | Soliści       | Solistki         | Pary sportowe                      | Pary taneczne                         | Źr.    |
| --------- | ------------- | ---------------- | ---------------------------------- | ------------------------------------- | ------ |
| Łotwa     | Ryūju Hino    | Polina Szelepień | Sui Wenjing / Han Cong             | Marija Nosula / Jewhen Chołoniuk      | [ 69 ] |
| Australia | Jason Brown   | Courtney Hicks   | —                                  | Nicole Orford / Thomas Williams       | [ 70 ] |
| Polska    | Joshua Farris | Julija Lipnicka  | Britney Simpson / Matthew Blackmer | Wiktorija Sinicyna / Rusłan Żyganszyn | [ 71 ] |
| Rumunia   | Maksim Kowtun | Polina Szelepień | —                                  | Aleksandra Stiepanowa / Iwan Bukin    | [ 72 ] |
| Austria   | Yan Han       | Vanessa Lam      | Sui Wenjing / Han Cong             | Wiktorija Sinicyna / Rusłan Żyganszyn | [ 73 ] |
| Włochy    | Yan Han       | Julija Lipnicka  | —                                  | Aleksandra Stiepanowa / Iwan Bukin    | [ 74 ] |
| Estonia   | Joshua Farris | Gracie Gold      | Katherine Bobak / Ian Beharry      | Anna Janowska / Siergiej Mozgow       | [ 75 ] |
| Finał JGP | Jason Brown   | Julija Lipnicka  | Sui Wenjing / Han Cong             | Wiktorija Sinicyna / Rusłan Żyganszyn |        |

### Sezon 2012/13
| Zawody            | Soliści       | Solistki         | Pary sportowe                     | Pary taneczne                           | Źr.    |
| ----------------- | ------------- | ---------------- | --------------------------------- | --------------------------------------- | ------ |
| Francja           | Jin Boyang    | Jelena Radionowa | —                                 | Gabriella Papadakis / Guillaume Cizeron | [ 76 ] |
| Stany Zjednoczone | Joshua Farris | Satoko Miyahara  | Margaret Purdy / Michael Marinaro | Alexandra Aldridge / Daniel Eaton       | [ 77 ] |
| Austria           | Nathan Chen   | Jelena Radionowa | Brittany Jones / Ian Beharry      | Gabriella Papadakis / Guillaume Cizeron | [ 78 ] |
| Turcja            | Jason Brown   | Leah Keiser      | —                                 | Aleksandra Stiepanowa / Iwan Bukin      | [ 79 ] |
| Słowenia          | Joshua Farris | Kim Hae-jin      | —                                 | Alexandra Aldridge / Daniel Eaton       | [ 80 ] |
| Chorwacja         | Maksim Kowtun | Angela Wang      | Margaret Purdy / Michael Marinaro | Walerija Zienkowa / Walerij Sinicyn     | [ 81 ] |
| Niemcy            | Maksim Kowtun | Anna Pogoriła    | Lina Fiodorowa / Maksim Miroszkin | Aleksandra Stiepanowa / Iwan Bukin      | [ 82 ] |
| Finał JGP         | Maksim Kowtun | Jelena Radionowa | Lina Fiodorowa / Maksim Miroszkin | Aleksandra Stiepanowa / Iwan Bukin      | [ 83 ] |

### Sezon 2013/14
| Zawody    | Soliści         | Solistki                | Pary sportowe                     | Pary taneczne                       | Źr.    |
| --------- | --------------- | ----------------------- | --------------------------------- | ----------------------------------- | ------ |
| Łotwa     | Jin Boyang      | Jewgienija Miedwiediewa | Yu Xiaoyu / Jin Yang              | Mackenzie Bent / Garrett MacKeen    | [ 84 ] |
| Meksyk    | Nathan Chen     | Polina Edmunds          | —                                 | Kaitlin Hawayek / Jean-Luc Baker    | [ 85 ] |
| Słowacja  | Keiji Tanaka    | Karen Chen              | Marija Wygałowa / Jegor Zakrojew  | Anna Janowska / Siergiej Mozgow     | [ 86 ] |
| Polska    | Adjan Pitkiejew | Jewgienija Miedwiediewa | —                                 | Kaitlin Hawayek / Jean-Luc Baker    | [ 87 ] |
| Białoruś  | Nathan Chen     | Polina Edmunds          | Kamiłła Gajnietdinowa / Iwan Bicz | Lorraine McNamara / Quinn Carpenter | [ 88 ] |
| Czechy    | Keiji Tanaka    | Aleksandra Prokłowa     | Lina Fiodorowa / Maksim Miroszkin | Bietina Popowa / Jurij Własienko    | [ 89 ] |
| Estonia   | Jin Boyang      | Sierafima Sachanowicz   | Yu Xiaoyu / Jin Yang              | Anna Janowska / Siergiej Mozgow     | [ 90 ] |
| Finał JGP | Jin Boyang      | Marija Sotskowa         | Yu Xiaoyu / Jin Yang              | Anna Janowska / Siergiej Mozgow     |        |

### Sezon 2014/15
| Zawody    | Soliści           | Solistki                | Pary sportowe                      | Pary taneczne                    | Źr.    |
| --------- | ----------------- | ----------------------- | ---------------------------------- | -------------------------------- | ------ |
| Francja   | Lee June-hyoung   | Jewgienija Miedwiediewa | —                                  | Ałła Łoboda / Pawieł Drozd       | [ 91 ] |
| Słowenia  | Jin Boyang        | Sierafima Sachanowicz   | —                                  | Darja Morozowa / Michaił Żyrnow  | [ 92 ] |
| Czechy    | Roman Sadovsky    | Jewgienija Miedwiediewa | Julianne Séguin / Charlie Bilodeau | Mackenzie Bent / Garrett MacKeen | [ 93 ] |
| Japonia   | Jin Boyang        | Sierafima Sachanowicz   | —                                  | Madeline Edwards / Zhao Kai Pang | [ 94 ] |
| Estonia   | Aleksandr Pietrow | Miyu Nakashio           | Marija Wygałowa / Jegor Zakrojew   | Anna Janowska / Siergiej Mozgow  | [ 95 ] |
| Niemcy    | Andriej Łazukin   | Wakaba Higuchi          | Julianne Séguin / Charlie Bilodeau | Bietina Popowa / Jurij Własienko | [ 96 ] |
| Chorwacja | Shōma Uno         | Marija Sotskowa         | Marija Wygałowa / Jegor Zakrojew   | Anna Janowska / Siergiej Mozgow  | [ 97 ] |
| Finał JGP | Shōma Uno         | Jewgienija Miedwiediewa | Julianne Séguin / Charlie Bilodeau | Anna Janowska / Siergiej Mozgow  |        |

### Sezon 2015/16
| Zawody            | Soliści           | Solistki        | Pary sportowe                         | Pary taneczne                        | Źr. |
| ----------------- | ----------------- | --------------- | ------------------------------------- | ------------------------------------ | --- |
| Słowacja          | Roman Sadovsky    | Polina Curska   | —                                     | Rachel Parsons / Michael Parsons     |     |
| Łotwa             | Dmitrij Alijew    | Marija Sotskowa | Renata Ohanesian / Mark Bardej        | Bietina Popowa / Jurij Własienko     |     |
| Stany Zjednoczone | Nathan Chen       | Yuna Shiraiwa   | Anastasija Gubanowa / Aleksiej Sincow | Lorraine McNamara / Quinn Carpenter  |     |
| Austria           | Dmitrij Alijew    | Marija Sotskowa | Amina Atachanowa / Ilja Spiridonow    | Ałła Łoboda / Pawieł Drozd           |     |
| Polska            | Sōta Yamamoto     | Polina Curska   | Jekatierina Borisowa / Dmitrij Sopot  | Lorraine McNamara / Quinn Carpenter  |     |
| Hiszpania         | Nathan Chen       | Yuna Shiraiwa   | —                                     | Marie-Jade Lauriault / Romain Le Gac |     |
| Chorwacja         | Aleksandr Samarin | Marin Honda     | —                                     | Rachel Parsons / Michael Parsons     |     |
| Finał JGP         | Nathan Chen       | Polina Curska   | Jekatierina Borisowa / Dmitrij Sopot  | Lorraine McNamara / Quinn Carpenter  |     |

### Sezon 2016/17
| Zawody    | Soliści           | Solistki            | Pary sportowe                               | Pary taneczne                       | Źr.     |
| --------- | ----------------- | ------------------- | ------------------------------------------- | ----------------------------------- | ------- |
| Francja   | Roman Sawosin     | Alina Zagitowa      | —                                           | Angélique Abachkina / Louis Thauron | [ 98 ]  |
| Czechy    | Dmitrij Alijew    | Anastasija Gubanowa | Anna Dušková / Martin Bidař                 | Lorraine McNamara / Quinn Carpenter | [ 99 ]  |
| Japonia   | Cha Jun-hwan      | Kaori Sakamoto      | —                                           | Rachel Parsons / Michael Parsons    | [ 100 ] |
| Rosja     | Aleksandr Samarin | Polina Curska       | Anastasija Miszyna / Władisław Mirzojew     | Ałła Łoboda / Pawieł Drozd          | [ 101 ] |
| Słowenia  | Alexei Krasnozhon | Rika Kihira         | —                                           | Lorraine McNamara / Quinn Carpenter | [ 102 ] |
| Estonia   | Aleksandr Samarin | Polina Curska       | Jekatierina Aleksandrowska / Harley Windsor | Ałła Łoboda / Pawieł Drozd          | [ 103 ] |
| Niemcy    | Cha Jun-hwan      | Anastasija Gubanowa | Anastasija Miszyna / Władisław Mirzojew     | Rachel Parsons / Michael Parsons    | [ 104 ] |
| Finał JGP | Dmitrij Alijew    | Alina Zagitowa      | Anastasija Miszyna / Władisław Mirzojew     | Rachel Parsons / Michael Parsons    | [ 105 ] |

### Sezon 2017/18
| Zawody    | Soliści           | Solistki              | Pary sportowe                               | Pary taneczne                            | Źr.     |
| --------- | ----------------- | --------------------- | ------------------------------------------- | ---------------------------------------- | ------- |
| Australia | Alexei Krasnozhon | Aleksandra Trusowa    | —                                           | Sofja Poliszczuk / Aleksandr Wachnow     | [ 106 ] |
| Austria   | Camden Pulkinen   | Anastasija Tarakanowa | —                                           | Christina Carreira / Anthony Ponomarenko | [ 107 ] |
| Łotwa     | Mitsuki Sumoto    | Darja Panienkowa      | Apollinarija Panfiłowa / Dmitrij Ryłow      | Sofja Szewczenko / Igor Jeriomienko      | [ 108 ] |
| Białoruś  | Aleksiej Jerochow | Aleksandra Trusowa    | Darja Pawluczenko / Dienis Chodykin         | Christina Carreira / Anthony Ponomarenko | [ 109 ] |
| Chorwacja | Alexei Krasnozhon | Sofja Samodurowa      | Polina Kostiukowicz / Dmitrij Jalin         | Marjorie Lajoie / Zachary Lagha          | [ 110 ] |
| Polska    | Aleksiej Jerochow | Alona Kostornoj       | Jekatierina Aleksandrowska / Harley Windsor | Anastasija Skopcowa / Kiriłł Aloszyn     | [ 111 ] |
| Włochy    | Matteo Rizzo      | Sofja Samodurowa      | —                                           | Arina Uszakowa / Maksim Niekrasow        | [ 112 ] |
| Finał JGP | Alexei Krasnozhon | Aleksandra Trusowa    | Jekatierina Aleksandrowska / Harley Windsor | Anastasija Skopcowa / Kiriłł Aloszyn     | [ 113 ] |

### Sezon 2018/19
| Zawody    | Soliści          | Solistki              | Pary sportowe                           | Pary taneczne                                 | Źr.     |
| --------- | ---------------- | --------------------- | --------------------------------------- | --------------------------------------------- | ------- |
| Słowacja  | Stephen Gogolev  | Anna Szczerbakowa     | Anastasija Miszyna / Aleksandr Gallamow | Jelizawieta Chudajbierdijewa / Nikita Nazarow | [ 114 ] |
| Austria   | Camden Pulkinen  | Alona Kostornoj       | Polina Kostiukowicz / Dmitrij Jalin     | Sofja Szewczenko / Igor Jeriomienko           | [ 115 ] |
| Litwa     | Andrew Torgashev | Aleksandra Trusowa    | —                                       | Arina Uszakowa / Maksim Niekrasow             | [ 116 ] |
| Kanada    | Piotr Gumiennik  | Anna Szczerbakowa     | Anastasija Miszyna / Aleksandr Gallamow | Marjorie Lajoie / Zachary Lagha               | [ 117 ] |
| Czechy    | Andriej Mozalow  | Alona Kostornoj       | Ksienija Achantjewa / Walerij Kolesow   | Jelizawieta Chudajbierdijewa / Nikita Nazarow | [ 118 ] |
| Słowenia  | Piotr Gumiennik  | Anastasija Tarakanowa | —                                       | Avonley Nguyen / Wadym Kołesnyk               | [ 119 ] |
| Armenia   | Adam Siao Him Fa | Aleksandra Trusowa    | —                                       | Arina Uszakowa / Maksim Niekrasow             | [ 120 ] |
| Finał JGP | Stephen Gogolev  | Alona Kostornoj       | Anastasija Miszyna / Aleksandr Gallamow | Sofja Szewczenko / Igor Jeriomienko           | [ 121 ] |

### Sezon 2019/20
| Zawody            | Soliści         | Solistki          | Pary sportowe                          | Pary taneczne                                  |
| ----------------- | --------------- | ----------------- | -------------------------------------- | ---------------------------------------------- |
| Francja           | Yuma Kagiyama   | Kamiła Walijewa   | —                                      | Jelizawieta Szanajewa / Diewid Nariżnyj        |
| Stany Zjednoczone | Shun Satō       | Alysa Liu         | Apollinarija Panfiłowa / Dmitrij Ryłow | Avonley Nguyen / Wadym Kołesnyk                |
| Łotwa             | Andriej Mozalow | Lee Hae-in        | —                                      | Jelizawieta Chudajbierdijewa / Andriej Fiłatow |
| Rosja             | Piotr Gumiennik | Kamiła Walijewa   | Ksienija Achantjewa / Walerij Kołesow  | Jelizawieta Szanajewa / Diewid Nariżnyj        |
| Polska            | Daniił Samsonow | Alysa Liu         | Apollinarija Panfiłowa / Dmitrij Ryłow | Avonley Nguyen / Wadym Kołesnyk                |
| Chorwacja         | Andriej Mozalow | Lee Hae-in        | Julija Artiemjewa / Michaił Nazaryczew | Marija Kazakowa / Gieorgij Riewija             |
| Włochy            | Daniel Grassl   | Ksienija Sinicyna | —                                      | Jelizawieta Chudajbierdijewa / Andriej Fiłatow |
| Finał JGP         | Shun Satō       | Kamiła Walijewa   | Apollinarija Panfiłowa / Dmitrij Ryłow | Marija Kazakowa / Gieorgij Riewija             |

### Sezon 2020/21
20 lipca 2020 roku Międzynarodowa Unia Łyżwiarska ze względu na przebieg pandemii COVID-19, problemy logistyczne, jak również utrzymujące się restrykcje dotyczące podróżowania, odwołała cykl zawodów.

### Sezon 2021/22
| Zawody    | Soliści                                    | Solistki                                   | Pary sportowe                                | Pary taneczne                              |                                            |
| --------- | ------------------------------------------ | ------------------------------------------ | -------------------------------------------- | ------------------------------------------ | ------------------------------------------ |
| Francja   | Ilia Malinin                               | Lindsay Thorngren                          | —                                            | Katarina Wolfkostin / Jeffrey Chen         |                                            |
| Francja   | Wesley Chiu                                | Isabeau Levito                             | —                                            | Oona Brown / Gage Brown                    |                                            |
| Słowacja  | Kiriłł Sarnowskij                          | Wieronika Żylina                           | Anastasija Muchortowa / Dmitrij Jewgienjew   | Natalie D’Alessandro / Bruce Waddell       |                                            |
| Rosja     | Gleb Łutfullin                             | Sofja Akatjewa                             | Jekatierina Czykmariewa / Matwiej Janczenkow | Irina Chawronina / Dario Cirisano          |                                            |
| Słowenia  | Ilja Jabłokow                              | Adielija Pietrosian                        | —                                            | Wasilisa Kaganowska / Walerij Angiełopoł   |                                            |
| Polska    | Gleb Łutfullin                             | Sofja Akatjewa                             | Jekatierina Czykmariewa / Matwiej Janczenkow | Irina Chawronina / Dario Cirisano          |                                            |
| Austria   | Ilia Malinin                               | Sofja Murafjewa                            | Natalja Chabibullina / Ilja Kniażuk          | Sofja Tiutiunina / Aleksandr Szustickij    |                                            |
| Finał JGP | Zawody odwołano z powodu pandemii COVID-19 | Zawody odwołano z powodu pandemii COVID-19 | Zawody odwołano z powodu pandemii COVID-19   | Zawody odwołano z powodu pandemii COVID-19 | Zawody odwołano z powodu pandemii COVID-19 |

### Sezon 2022/23
| Zawody    | Soliści              | Solistki     | Pary sportowe                                   | Pary taneczne                     |
| --------- | -------------------- | ------------ | ----------------------------------------------- | --------------------------------- |
| Francja   | Shunsuke Nakamura    | Hana Yoshida | —                                               | Hannah Lim / Ye Quan              |
| Czechy    | Nozomu Yoshioka      | Mao Shimada  | Sophia Baram / Daniel Tioumentsev               | Kateřina Mrázková / Daniel Mrázek |
| Łotwa     | Nikolaj Memola       | Shin Ji-a    | Cayla Smith / Andy Deng                         | Darya Grimm / Michail Savitskiy   |
| Polska    | Lucas Broussard      | Mao Shimada  | Anastasija Gołubiewa / Hektor Giotopoulos Moore | Nadiia Bashynska / Peter Beaumont |
| Polska    | Takeru Amine Kataise | Ami Nakai    | Anastasija Gołubiewa / Hektor Giotopoulos Moore | Nadiia Bashynska / Peter Beaumont |
| Włochy    | Lucas Broussard      | Hana Yoshida | —                                               | Kateřina Mrázková / Daniel Mrázek |
| Finał JGP | Nikolaj Memola       | Mao Shimada  | Anastasija Gołubiewa / Hektor Giotopoulos Moore | Nadiia Bashynska / Peter Beaumont |

### Sezon 2023/24
| Zawody    | Soliści         | Solistki    | Pary sportowe                                  | Pary taneczne                         |
| --------- | --------------- | ----------- | ---------------------------------------------- | ------------------------------------- |
| Tajlandia | Rio Nakata      | Ami Nakai   | —                                              | Leah Neset / Artiom Markiełow         |
| Austria   | Adam Hagara     | Shin Ji-a   | Martina Ariano Kent / Charly Laliberté-Laurent | Darya Grimm / Michail Savitskiy       |
| Turcja    | Seo Min-kyu     | Ami Nakai   | Anastasija Mietiołkina / Łuka Bieruława        | Marija Pinczuk / Mykyta Pohoriełow    |
| Japonia   | François Pitot  | Mao Shimada | —                                              | Leah Neset / Artiom Markiełow         |
| Bułgaria  | Kim Hyun-gyeom  | Shin Ji-a   | Anastasija Mietiołkina / Łuka Bieruława        | Iryna Pidgaina / Artem Kowal          |
| Polska    | Lim Ju-heon     | Rena Uezono | Ava Kemp / Yohnatan Elizarov                   | Darya Grimm / Michail Savitskiy       |
| Armenia   | Daniel Martynov | Mao Shimada | —                                              | Elizabeth Tkachenko / Alexei Kiliakov |
| Finał JGP | Rio Nakata      | Mao Shimada | Anastasija Mietielkina / Łuka Bieruława        | Leah Neset / Artiom Markiełow         |